# Семигір'я (Бахмутський район)
Семигі́р'я — село Світлодарської міської громади Бахмутського району Донецької області, Україна.

## Населення

### Мова
Розподіл населення за рідною мовою за даними перепису 2001 року:
| Мова       | Кількість | Відсоток |
| ---------- | --------- | -------- |
| українська | 195       | 56.2%    |
| російська  | 152       | 43.8%    |
| Усього     | 347       | 100%     |

За даними перепису 2001 року населення села становило 347 осіб, з них 56,2 % зазначили рідною українську мову, а 43,8 % — російську.

## Війна на сході України
8 вересня 2017 року терористи з БМП та зенітної установки обстрілюють українські позиції біля Семигір'я, зазнав поранення один вояк.